# Andrzej Bądkowski
Andrzej Bądkowski (ur. 19 czerwca 1946 w Toruniu, zm. 27 lipca 2020 w Gdańsku) – przedsiębiorca, chemik, działacz społeczny i wykładowca akademicki.

## Życiorys
Andrzej Bądkowski urodził się 19 czerwca 1946 w Toruniu jako syn Tadeusza Bądkowskiego i Anny z domu Sowińska. Miał siostrę Ewę oraz był bratankiem Lecha Bądkowskiego, cichociemnego w czasach wojny, w latach 70. animatora działań podziemnych oraz sygnatariusza porozumień sierpniowych w 1980. Rodzina Andrzeja Bądkowskiego pochodzi z ziemi toruńskiej. 
W młodości wychowywał się w Słupsku gdzie uczęszczał do szkoły podstawowej a następnie do I Liceum Ogólnokształcącego, które ukończył w 1965. W latach 1965–1969 studiował Technologię Chemiczną na Politechnice Gdańskiej. Po studiach podjął pracę w Wyższej Szkole Morskiej w Gdyni. Przez kilka lat był pracownikiem naukowo-dydaktycznym i pełniącym obowiązki wykładowcy. Zajmował się tematyką materiałów niebezpiecznych na statkach, najpierw w zespole Fizyki i Chemii, a następnie w Centrum Doskonalenia Kadr Oficerskich Floty Handlowej. Należał do senatu Wyższej Szkoły Morskiej, w której był zatrudniony do 1973. W tym samym roku rozpoczął pracę w Instytucie Morskim a następnie został zatrudniony w Instytucie Kształtowania Środowiska w Gdańsku. Zajmował się oceną rozprzestrzeniania zanieczyszczeń w morzu. W latach siedemdziesiątych zaczął specjalizować się w problemach związanych z bezpieczeństwem chemicznym oraz organizacją i techniką zwalczania awarii chemicznych na wodach powierzchniowych i lądzie, o różnych skalach natężeń. 
Od 1976 kierował akcjami ratowniczymi w zakresie zagrożeń chemicznych, m.in. w Mielcu na Wisłoce, na Noteci, w Poznaniu, Wronkach, Chorzowie, Białymstoku. Wypracował koncepcję zakładowego i terenowego ratownictwa chemicznego oraz ekologicznego. 
Od 1989 r. został prywatnym przedsiębiorcą i wraz z żoną założył i prowadził przedsiębiorstwo EKOS w Gdańsku. Jest autorem publikacji specjalistycznych i opracowań dotyczących substancji niebezpiecznych jak również m.in. "Zbioru kart charakterystyki" dla ponad kilku tysięcy różnego rodzaju substancji i mieszanin chemicznych. Współpracował z periodykiem ogólnopolskim "Atest" oraz kilkoma innymi czasopismami specjalistycznymi.
W 1990 został wybrany z ramienia Komitetu Obywatelskiego do Rady Miasta Gdańska pierwszej kadencji (w latach 1990-1994). Objął także funkcję wiceprzewodniczącego Rady Miasta Gdańska. Jako delegat reprezentował ją m.in. we Francji, Danii, Szwecji, Wielkiej Brytanii i Niemczech. W latach 1994–1995 r. był stypendystą Uniwersytetu Erazma w Rotterdamie. Po powrocie do Polski założył Towarzystwo Gdańsk-Niderlandy, którego w latach 1999–2006 był prezesem.  

## Wybrane publikacje[2][5]
- Podręcznik ratownika chemika i pożarnika cz. 1
- Podręcznik ratownika chemika i pożarnika cz.2
- Poradnik służb BHP, ratownictwa pożarowego i chemicznego cz.1
- Informator o sposobach i środkach wykrywania i pomiaru niebezpiecznych gazów, par i pyłów. Rurki wskaźnikowe, mierniki i alarmy elektroniczne dostępne w kraju, NDS-y
- Niszczenie i neutralizacja (303) substancji szkodliwych - Syntet. dane dot. 303 związków chem. oraz opis stosowanych ochron osobistych i procedur wykonywania pomiarów jakościowych i ilościowych
- Informator o 3725 substancjach szkodliwych i niebezpiecznych -Tabelaryczne ujęcie danych: nazwa, wzór chem., masa cząst., temp.: topnienia, wrzenia, zapłonu, samo zapłonu, nr. ONZ, NDS-y, gęstość, gęstość par wzgl. powietrza, granice wybuchowości
- Materiały trujące - 389 syntetetyczne charakterystyki materiałów trujących będących przedmiotem powszechnego stosowania
- Materiały żrące - 277 syntetetyczne charakterystyki materiałów żrących będących przedmiotem powszechnego stosowania
- Węglowodory - Ropy, paliwa, oleje, smary, rozpuszczalniki, węglowodory - 176 substancji
- Materiały szkodliwe stosowane w przemyśle spożywczym - Zbiór 50 szczegółowych charakterystyk
- Kwasy, zasady, sole dopuszczone w Polsce jako dodatki do żywności - Zbiór 34 szczegółowych charakterystyk
- Substancje rakotwórcze w środowisku pracy i życia - Zbiór charakterystyk 75 substancji.
- Materiały szkodliwe stosowane w galwanizerniach - Zbiór 120 szczegółowych charakterystyk
- Substancje szkodliwe stosowane w budownictwie - Opis łącznie z 50 szczegółowymi charakterystykami
- Substancje szkodliwe w materiałach budowlanych - Zbiór charakterystyk substancji chemicznych, których zawartości w materiałach budowlanych podlegają szczególnym ograniczeniom wg Zarz. MZiOS z dn. 12,03,96
- Substancje szkodliwe w pomieszczeniach - Zbiór charakterystyk substancji chemicznych szkodliwych dla zdrowia w powietrzu pomieszczeń kat.A i B, wg Zarz. MZiOS z dn. 12,03,96.
- Zagrożenia powszechne - Szczegółowe zbiory informacyjne, dotyczące 35 substancji chemicznych i innych materiałów, stanowiących zasadniczy trzon współczesnych zagrożeń powszechnych życia codziennego i w miejscach pracy
- Gazy techniczne - Zbiór charakterystyk gazów technicznych stosowanych w przemyśle i budownictwie
- Spalanie niebezpiecznych odpadów - Kompendium informacyjne dot. procesów spalania odpadów zawierających niebezpieczne substancje chemiczne
- Katalog: Substancje zanieczyszczające wody wodociągowe - Zbiór kart dotyczący charakterystyk mikrozanieczyszczeń wód wodociągowych
- Katalog: Charakterystyki zasadniczych, szkodliwych substancji chemicznych - Zbiór zestawów informacyjnych o niebezpiecznych dla zdrowia i życia stosowanych przez współczesny świat substancji chemicznych

## Odznaczenia i wyróżnienia
Odznaczony Złotym Krzyżem Zasługi Orderu Świętego Floriana.